# Bạo loạn ở Vương quốc Anh năm 2024

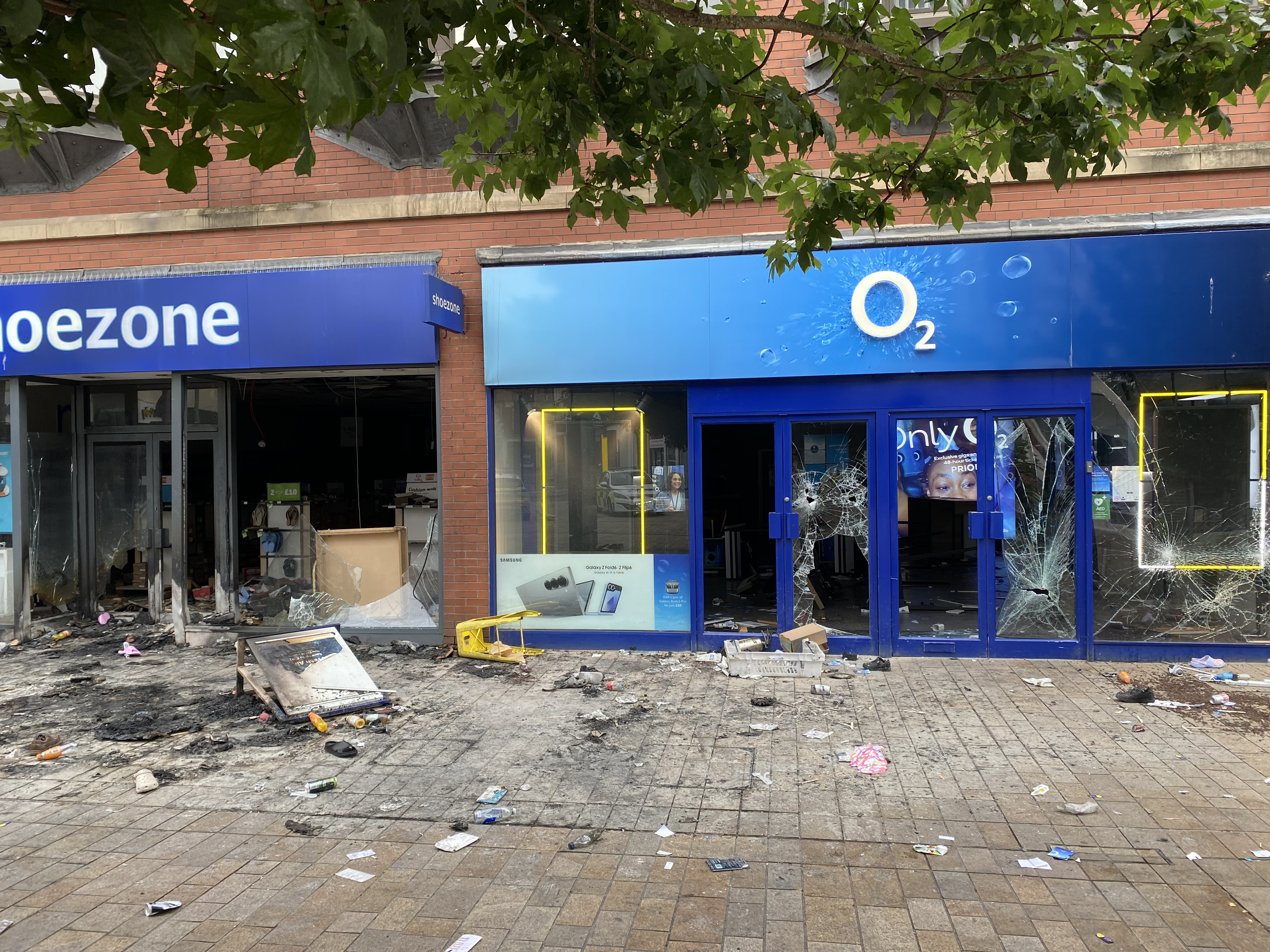
Hiện trường của một vụ cướp phá

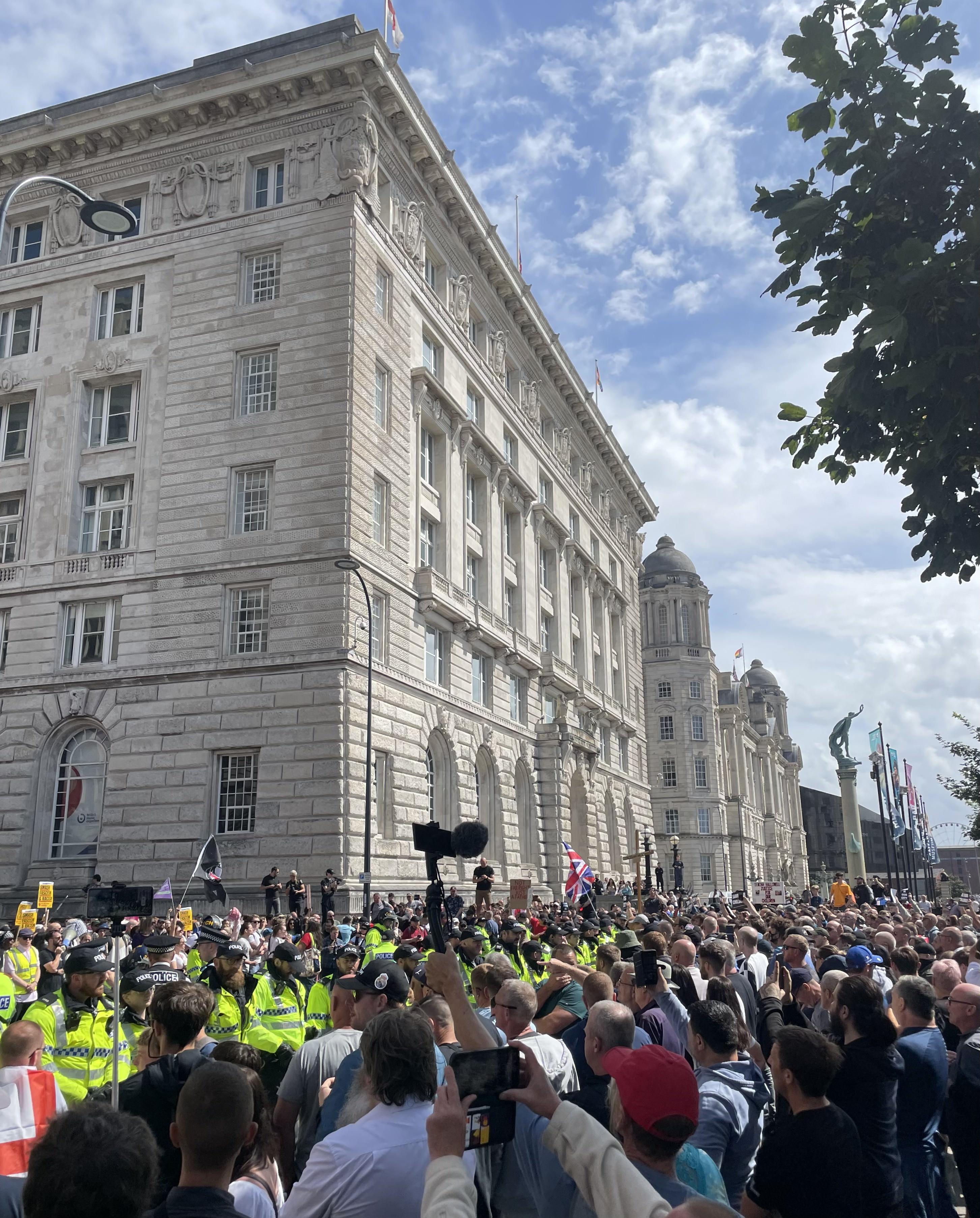
Biểu tình tại Liverpool

Bạo loạn ở Vương quốc Anh năm 2024 (2024 United Kingdom riots) diễn ra từ ngày 30 tháng 7 đến ngày 5 tháng 8 năm 2024, các cuộc phản đối và bất ổn quy mô nhỏ tiếp tục cho đến ngày 10 tháng 8 năm 2024 là chuỗi bạo loạn diễn ra tại khắp nước Anh của các phần tử cực hữu tiến hành kết hợp với các cuộc biểu tình và bạo loạn chống nhập cư. Các cuộc bạo loạn này là sự cố bất ổn xã hội lớn nhất ở Anh kể từ năm 2011, bao gồm tấn công phân biệt chủng tộc, đốt phá và cướp bóc các cơ sở của người nhập cư. Đợt bạo loạn này bắt đầu ở Southport, nơi những người biểu tình tấn công Nhà thờ Hồi giáo Southport, sau khi các nhóm cực hữu lan truyền những tuyên bố sai sự thật rằng thủ phạm của Vụ tấn công bằng dao tại Southport 2024 xảy ra vào ngày 29 tháng 7 năm 2024 là một người Hồi giáo đồng thời cũng là một người xin tị nạn. Bị kích động bởi thông tin sai lệch trên mạng xã hội, những kẻ bạo loạn đã được cổ võ bởi Hội chứng bài Hồi giáo (Islamophobia) với mức độ lớn hơn, đồng thời kết hợp với tâm lý phân biệt chủng tộc và thái độ chống người nhập cư đã gia tăng trong những năm dẫn đến các cuộc biểu tình. Hơn 1.000 vụ bắt giữ đã được thực hiện liên quan đến tình trạng bất ổn và hơn 40 kẻ bạo loạn đã bị bỏ tù Tại Southport, những người biểu tình đã tấn công cảnh sát, làm bị thương hơn năm mươi người, đốt một xe cảnh sát và tấn công vào nhà thờ Hồi giáo. 
Trong những ngày tiếp theo, diễn biến tình trạng bất ổn lan sang các thị trấn và thành phố khác ở Anh và đến Belfast. Vào ngày 31 tháng 7 năm 2024, hơn 100 người biểu tình đã bị bắt tại Luân Đôn và các cuộc biểu tình đã diễn ra tại các thành phố như Manchester, Hartlepool và Aldershot. Vào ngày 2 tháng 8 năm 2024, bạo loạn đã xảy ra tại Sunderland, nơi một văn phòng Citizens Advice đã bị đốt cháy và các cảnh sát bị thương và một số người đã bị bắt. Cuộc bạo loạn nghiêm trọng nhất đã diễn ra vào cuối tuần ngày 3–4 tháng 8 năm 2024, khi những người biểu tình phản đối nhập cư đã đụng độ với cảnh sát và những người phản đối, tấn công nhà cửa và hội đoàn, doanh nghiệp do người nhập cư sở hữu và tấn công các khách sạn có người xin tị nạn. Từ ngày 6 tháng 8 năm 2024, tình trạng bất ổn bắt đầu lắng xuống, các cuộc phản đối liên tục và đông đảo hơn hẳn những người biểu tình cực hữu, và sau đó là các cuộc biểu tình lớn chống phân biệt chủng tộc trên khắp cả nước Anh diễn ra vào ngày 7 tháng 8 năm 2024. Các cuộc bạo loạn đã bớt đi hình thức tổ chức chính thức công khai mà thay vào đó, những kẻ bạo loạn tụ tập xung quanh những nhân vật truyền thông xã hội cực hữu với sự hỗ trợ của nhóm trò chuyện cực hữu trên Telegram có liên kết với Active Club England, mạng lưới Terrorgram và các công ty truyền bá tư tưởng côn đồ trong bóng đá (Football hooliganism in the United Kingdom).